# Хенгсбах, Франц
Франц Хенгсбах (нем. Franz Hengsbach; 10 сентября 1910, Вельмеде, Германская империя — 24 июня 1991, Эссен, ФРГ) — немецкий кардинал. Титулярный епископ Кантано и вспомогательный епископ Падерборна с 20 августа 1953 по 18 ноября 1957. Епископ Эссена с 18 ноября 1957 по 21 февраля 1991. Военный ординарий Германии с 10 октября 1961 по 22 мая 1978. Великий приор Ордена Святого Гроба Господнего Иерусалимского. Кардинал-священник с титулом церкви Ностра-Синьора-ди-Гвадалупе-а-Монте-Марио с 28 июня 1988.